# مدرسة رينبا
رينبا (琳派، رينبا) هي إحدى المدارس التاريخية الرئيسية للرسم الياباني وقد أنشأه في القرن السابع عشر في كيوتو بواسطة هانامي كويتسو (1558-1637) وتاوارايا سوتاتسو (د.ج.1643)، بعد مرور خمسين عامًا تقريبًا قام الأخوان أوغاتا كورين (1658-1716) وأوغاتا كينزان (1663-1743) بدمج الأسلوبين.
مصطلح "رينبا" هو اختصار يتألف من المقطع الأخير من "كورين" مع كلمة للمدرسة (派، ها) (مع تغيير هذا الاسم إلى "با") ، التي صيغت في فترة ميجي، في السابق كان يشار إلى الأسلوب بطريقة مختلفة باسم مدرسة كويتسو (光悦派، كويتسو-ها) أو مدرسة كويتسو-كورين (光悦光琳派, كويتسو-كورين-ها) أو مدرسة سوتاتسو-كورين (宗達光琳派, سوتاتسو-كورين-ها).

## التاريخ
أسس هانامي كويتسو جمعية فنية من الحرفيين بدعم من الرعاة التجاريين الأثرياء لطائفة نيشيرين البوذية في تاكاغامين في شمال شرق كيوتو في عام 1615، فضل كل من النخبة التجارية الغنية والأسر الأرستقراطية القديمة في كيوتو الفنون التي تتبع التقاليد الكلاسيكية واضطر كويتسو إلى إنتاج العديد من الأعمال الخزفية والخط والورنيش.
أدارا لكويتسو وتواريا سوتاتسو ورشة عمل في كيوتو حيث أنتج لوحات تجارية مثل المراوح الزخرفية والشاشات القابلة للطي (الساتر)، تخصص سوتاتسو أيضًا في صنع الورق المزخرف ذي الخلفيات الذهبية أو الفضية التي بدورها ساعدت كويتسو في إضافة فن الخط.
ينحدر كلا الفنانين من عائلات ذات أهمية ثقافية حيث ينتمي كويتسو إلى عائلة من صناع السيوف الذين خدموا البلاط الإمبراطوري وأمراء الحروب العظماء من بينهم أودا نوبوناغا وتويوتومي هيده يوشي، بالإضافة إلى شوغونات أشيكاغا. كان والد كويتسو يقيم السيوف لعشيرة ماييدا كما فعل كويتسو نفسه، إلا أن كويتسو كان مهتمًا أكثر بالرسم والخط وعمل الزخارف وحفل الشاي الياباني (حيث ابتكر العديد من أواني الشاي من نوع راكو) بدلًا من السيوف، كان أسلوبه في الرسم لامعًا حيث كان بشيرإلى النمط الأرستقراطي الذي ساد في فترة هيان.
كما اتبع سوتاتسو النوع الكلاسيكي من الياماتو-إي كما فعل كويتسو إلا أنه كان رائدّا في تقنية جديدة ذات خطوط عريضة جريئة وأنظمة الألوان اللافتة للنظر، من أشهر أعماله الشاشات القابلة للطي آلهة الرياح والرعد (風神神図雷، فوجين رايجين-زو) في معبد كينين-جي في كيوتو و"ماتسوشيما" (松島)  في معرض فرير.

## التطور اللاحق
تم إحياء مدرسة رينبا في عهد جينروكو (1688-1704) من قبل أوغاتا كورين وشقيقه الأصغر أوغاتا كينزان وهما ابنا تاجر نسيج مزدهر في كيوتو، كان ابتكار كورين هو تصوير الطبيعة كمجردة باستخدام العديد من الألوان وتدرجات الصبغة ومزج الألوان على السطح لتحقيق تأثيرات خارجية، فضلًا عن الاستخدام الحر للمواد الثمينة مثل الذهب واللؤلؤ.
أن تحفة كورين الفنية أزهار البرقوق الأحمر والأبيض (紅白梅図، كوهاكوباي-زو) ج. 1714-15 موجودة الآن في متحف الفن إم أو أي (MOA) في أتامي، شيزوكا، رسخ هذا التأليف الدرامي إتجاه رينبا في ما تبقى من تاريخه وتعاون كورين مع كينزان في رسم التصاميم والخط على فخار شقيقه، بقي كينزان كخزاف في كيوتو حتى بعد وفاة كورين في عام 1716 عندما بدأ في الرسم باحتراف، من فناني رينبا الآخرين الناشطين في هذه الفترة تاتيباياشي كاجي وتورايا سوري وواتانابي شيكو وفوكاي روشو وناكامورا هوتشو.

## رينبا الحديثة
قام ساكاي هويتسو (1761-1828) بإحياء رينبا في إيدو في القرن التاسع عشر وهو فنان مدرسة كانو كانت عائلته واحدة من رعاة أوغاتا كورين، نشر ساكاي سلسلة من 100 نسخة من المطبوعات الخشبية استنادًا إلى لوحات كورين ورسمته المعروفة باسم أعشاب الصيف والخريف (夏秋 草図، ناتسو أكيكوسا-زو) المرسومة على ظهر رسمة كورين "شاشة آلهة الرياح والرعد" والموجودة الآن في متحف طوكيو الوطني.
رسمت لوحات فناني رينبا الأوائل في كتيبات صغيرة على الورق الخلفي مثل كورين غافو (ألبوم صور كورين) لناكامورا هوشو ونشرت لأول مرة في عام 1806، أعقب ذلك عمل أصلي لساكاي هويتسو يدعى أوسون غافو نشر في عام 1817.
كان لدى ساكاي طلاب عديدون حملوا الحركة إلى الأمام في أواخر القرن التاسع عشر؛ عندما أدرجها أوكاكورا كاكوزو ورسامون آخرون في حركة نيهونڠا، كان تأثير رينبا قويا طوال الفترة الحديثة المبكرة وحتى اليوم أصبحت التصاميم على طريقة رينبا شائعة ومن بين الفنانين الملحوظين اللاحقين كاميساكا سيكا.

## الأسلوب
عمل فنانو الرينبا بأشكال مختلفة لا سيما الشاشات والمراوح والأدراج المعلقة والكتب المطبوعة الخشبية وأدوات الليكوير والسيراميك ومنسوجات الكيمونو، كما أنه تم استعمال لوحات عديدة لرينبا على الأبواب المنزلقة والجدران (الفوسوما) للبيوت النبيلة.
غالبا ما استعارت الموضوع والأسلوب من تقاليد فترة هيان للياماتو إي مع عناصر من لوحات حبر موروماتشي ولوحات زهرة وطائر من سلالة مينغ الصينية، فضلًا عن التطورات في مدرسة كانو في فترة موموموياما وتتضمن الرسوم القياسية النمطية بأسلوب رينبا موضوعات طبيعية بسيطة مثل الطيور والنباتات والأزهار؛ حيث تمتلئ الخلفية بأوراق الذهب وتعرف هذه التقنية بالأرضية الذهبية، أصبح التركيز على التصميم المحسن والتقنيات أكثر وضوحًا مع تطور أسلوب رينبا.
وازدهر نمط رينبا في كيوتو ونارا وأوساكا؛ أي المثلث السياسي والثقافي لليابان القديمة وكانت كيوتو وأوساكا أيضًا إثنتين من أهم مدن نانغا (南画 "الرسم الجنوبي") والمعروفة أيضا باسم بنجينغا (文 人画 "الرسم الحرفي") وبالتالي تأثر رسم نانغا برسم رينبا والعكس صحيح.

## فناني رينبا البارزين
- هانامي كويتسو
- تواريا سوتاتسو
- أوغاتا كورين
- أوغاتا كنزان
- ساكاي هويتسو
- سوزوكي كيتسو
- كاميساكا السكة

## المعارض
- رينبا: الأعمال البارزة لمدرسة كورين (1972 ، 10 أكتوبر - 3 ديسمبر) متحف طوكيو الوطني ، طوكيو
- كنوز لرينبا ماسترز (2008 ، 7 أكتوبر - 16 نوفمبر) متحف طوكيو الوطني ، طوكيو
- كورين: الكنز الوطني لمتحف نيزو والجسر الثامن لمتحف متروبوليتان للفنون (2012 ، 21 أبريل - 20 مايو) متحف نيزو ، طوكيو
- تصميم الطبيعة: جمالية رينبا في الفن الياباني (2012-2013 ، 26 مايو - 13 يناير) متحف متروبوليتان للفنون ، مدينة نيويورك
- رينبا: جمالية العاصمة (2015، 10 أكتوبر - 23 نوفمبر) متحف كيوتو الوطني، كيوتو
- سوتاتسو: صنع الموجات (2015-2016، 24 أكتوبر - 31 يناير) آرثر إم ساكلر غاليري، واشنطن العاصمة.
- سوزوكي كيتسو: حامل راية مدرسة إيدو رينبا (2016، 10 أيلول/سبتمبر - 30 تشرين الأول/أكتوبر) المتحف الصخري للفنون، طوكيو
- متحف الفن في إيدو رينبا (2017، 16 أيلول/سبتمبر - 7 تشرين الثاني/نوفمبر)، طوكيو

## روابط خارجية
- جسر الأحلام: مجموعة Mary Griggs Burke للفن الياباني ، كتالوج من متحف المتروبوليتان للمكتبات الفنية (متاح بالكامل على الإنترنت بصيغة PDF) ، والذي يحتوي على مواد عن هذه المدرسة (انظر الفهرس)
- طلاء ياباني ، 1600-1900: مختارات من مجموعة Charles A. Greenfield ، كتالوج من متحف المتروبوليتان للمكتبات الفنية (متاح بالكامل على الإنترنت كملف PDF) ، للمواد عن Rinpa ، انظر الصفحات 55-84